# Лаутерборн, Роберт
Роберт Лаутерборн (нем. Robert Lauterborn; 23 октября 1869, Людвигсхафен — 11 сентября 1952, Фрайбург) — немецкий ботаник, лимнолог и протозоолог.

## Биография
Родился в Людвигсхафене в семье издателя. В возрасте двух лет потерял мать и воспитывался её сестрой Паулиной, на которой женился его отец. Начал школьное обучение в Людвигсхафене, затем перешёл в Мангейм. После окончания школы в 1889 году изучал зоологию и ботанику в Гейдельберге, где получил степень доктора естественной философии в 1897 году. С 1918 по 1935 год работал в должности профессора лесной зоологии в государственном лесном училище, которое до 1920 года входило в состав Технологическом институте в Карлсруэ, позже в Фрайбургском университете.

## Научный вклад
Лаутерборн занимался экологией рек и биологией сточных вод. Диссертация была посвящена динофлагеллятам. В более поздний период предпринял крупномасштабное исследование лимнологии Рейна, а также перевёл и опубликовал исследование Леонарда Бальднера, рыболова-натуралиста из Страсбурга, исследовавшего Рейн в XVII веке.
В 1895 году Лаутерборн описал из грунта Рейна фотосинтезирующую раковинную амёбу Paulinella chromatophora, назвав её в честь своей мачехи Паулины. Во второй половине XX века было установлено, что пластиды приобретены этими амёбами в результате события эндосимбиоза с цианобактериями, произошедшего в меловом периоде, то есть независимо от архепластид.

## Память
Именем Лаутерборна названы описанные им органы чувств на антеннах личинок комаров-звонцов — лаутерборновы органы.
В честь Роберта Лаутерборна названо исследовательское судно, работающее на Боденском озере в верхнем течении Рейна. 